# Борова (гміна)
Гміна Борова (пол. Gmina Borowa) — сільська гміна у східній Польщі. Належить до Мелецького повіту Підкарпатського воєводства.
Станом на 31 грудня 2011 у гміні проживало 5629 осіб.

## Територія
Згідно з даними за 2007 рік площа гміни становила 55.47 км², у тому числі:
- орні землі: 81.00%
- ліси: 1.00%

Таким чином, площа гміни становить 6.30% площі повіту.

## Населення
Станом на 31 грудня 2011:
| Опис     | Загалом | Загалом | Чоловіки | Чоловіки | Жінки | Жінки |
| -------- | ------- | ------- | -------- | -------- | ----- | ----- |
| одиниця  | осіб    | %       | осіб     | %        | осіб  | %     |
| все      | 5629    | 100     | 2840     | 50.45    | 2789  | 49.55 |
| міське   | 0       | 100     | 0        |          | 0     |       |
| сільське | 5629    | 100     | 2840     | 50.45    | 2789  | 49.55 |

## Сусідні гміни
Гміна Борова межує з такими гмінами: Ґавлушовіце, Лубніце, Мелець, Поланець, Чермін.